# جنرسدورف

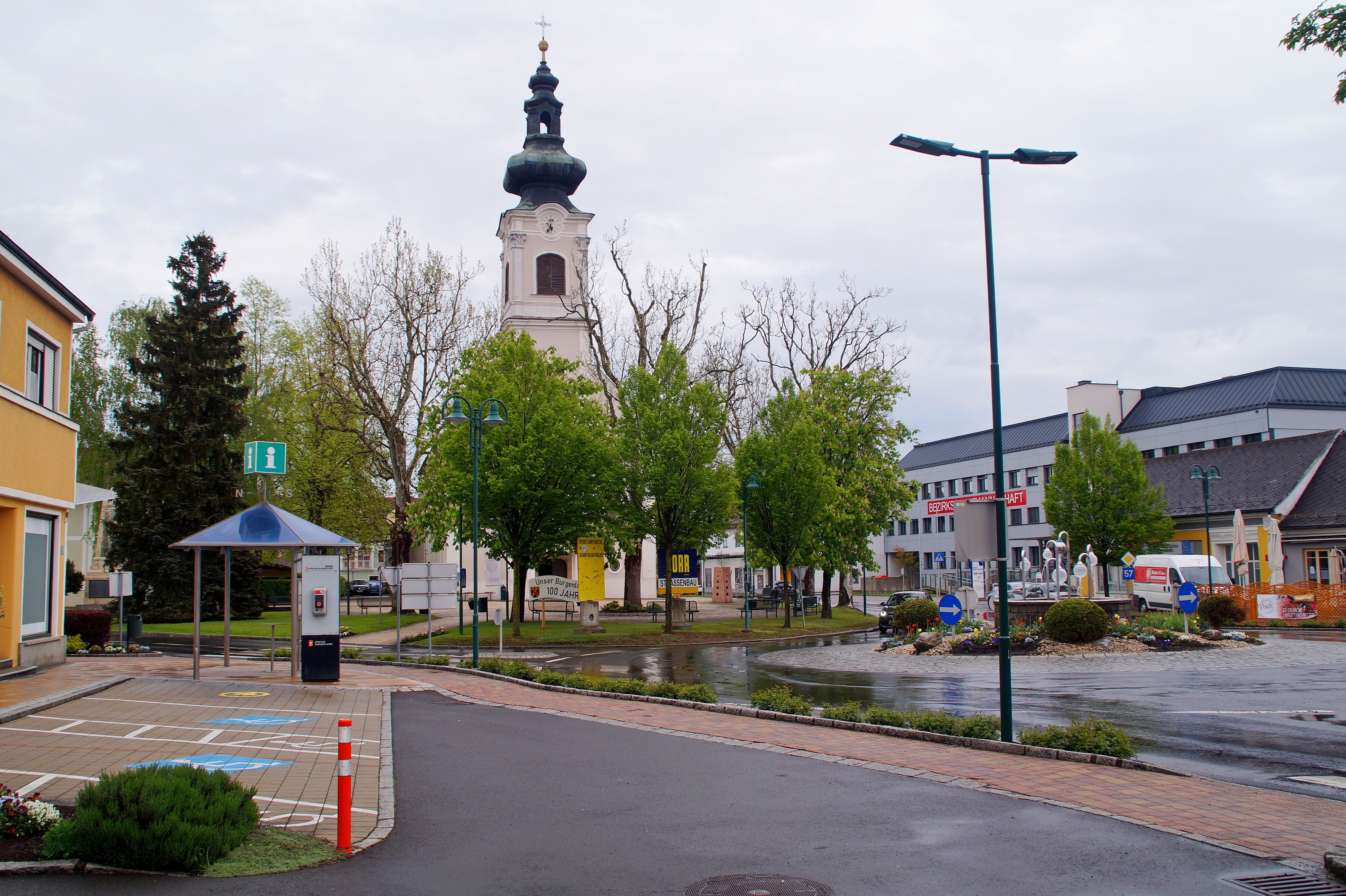

جنرسدورف (به آلمانی: Jennersdorf) یک شهر و شهرک با حقوق شهرک و روستای سابق در اتریش است که در Jennersdorf District واقع شده‌است.

## خصوصیات
جنرسدورف ۴٬۲۵۵ نفر جمعیت دارد.